# European Science Fiction Society
A European Science-Fiction Society (Európai Science-Fiction Társaság) 1972-ben alakult meg, az első Eurocon alkalmával, Triesztben. Célja, hogy összefogja, segítse az európai sci-fi-életet, évente megrendezze az Eurocont, és díjakat osszon ki.
A dudelange-i Eurocon 2022-n megválasztott igazgatóság tagjai:
- Elnök – Carolina Gómez Lagerlöf (Svédország)
- Alelnök – Saija Kyllönen (Finnország)
- Pénztáros – Anouk Arnal (Franciaország)
- titkár – Fionna O'Sulivan (Írország)
- A díj adminisztrátora – Mikołaj Kowalewski (Lengyelország)